# فرنسيسكو إسكوبار
فرنسيسكو إسكوبار (بالإسبانية: Francisco Escobar)‏ هو عارض كولومبي، ولد في 21 يونيو 1991 في كالي في كولومبيا.